# Wyłczi doł (gmina)
Wyłczi doł (bułg. Община Вълчи дол) – gmina w północno-wschodniej Bułgarii, w obwodzie Warna.

## Miejscowości
Miejscowości wchodzące w skład gminy Wyłczi doł:
- Bojana (bułg.: Бояна),
- Brestak (bułg.: Брестак),
- Czerwenci (bułg.: Червенци),
- Dobroticz (bułg.: Добротич),
- Esenica (bułg.: Есеница),
- Generał Kisełowo (bułg.: Генерал Киселово),
- Generał Kolewo (bułg.: Генерал Колево),
- Iskyr (bułg.: Искър),
- Izwornik (bułg.: Изворник),
- Kałojan (bułg.: Калоян),
- Karamanite (bułg.: Караманите),
- Krakra (bułg.: Кракра),
- Metliczina (bułg.: Метличина),
- Michalicz (bułg.: Михалич),
- Oboriszte (bułg.: Оборище),
- Radan wojwoda (bułg.: Радан войвода),
- Stefan Karadża (bułg.: Стефан Караджа),
- Strachił (bułg.: Страхил),
- Sztipsko (bułg.: Щипско),
- Wojwodino (bułg.: Войводино),
- Wyłczi doł (bułg.: Вълчи дол) − siedziba gminy,
- Zwynec (bułg.: Звънец).